# Takaši Murakami
Takaši Murakami (* 1. února 1962 Tokio) je japonský výtvarný umělec, tvoří obrazy či sochy, věnuje se ale i designu. Bývá řazen ke konceptuálnímu umění či pop artu.
Vystudoval obor „nihonga“ (japonská estetika) na Tokijské univerzitě múzických umění. Absolvoval roku 1986, v roce 1993 získal doktorát. Estetiku nihonga však opustil a začal se ve svém díle inspirovat japonskou populární kulturou, byť se zároveň hlásí ke klasické japonské estetické škole kanó, v čemž nevnímá rozpor. Věnoval se i mangám a anime, zachází s nimi ovšem ve své tvorbě i ironicky. Japonská výtvarná tradice je podle něj ovládána principem, který nazývá "super-plochost", zploštělá perspektiva je podle něj nejcennější rys japonské kultury a k němu se Murakami i hlásí. Často spolupracuje s módním průmyslem, v roce 2003 například připravil limitovanou edici kabelek pro firmu Louis Vuitton. Hlásí se k cíli uměleckou tvorbu maximálně komercializovat a inspiruje se zde marketingovým principem merchandisingu. Svá díla nevytváří sám, ale – podle japonské tradice – je produkuje dílna zvaná Kaikai Kiki, kde pracuje asi sedmdesát jeho žáků, z nichž dvacítka působí v New Yorku.